# Berettyóújfalu
Berettyóújfalu – miasto na Węgrzech, w Komitacie Hajdú-Bihar, siedziba władz powiatu Berettyóújfalu.

## Miasta partnerskie
- Marghita